# Estación de Reina Elisenda
Reina Elisenda es una estación subterránea de ferrocarril metropolitano de la red de Ferrocarriles de la Generalidad de Cataluña (FGC) perteneciente a la línea 12, incluida dentro del bloque de la línea Barcelona-Vallés situada en el distrito de Sarriá-San Gervasio de Barcelona.
La estación se inauguró en 1976 en un ramal construido desde la estación de Sarriá hasta esta estación, con lo que se queda como estación exclusiva de trenes de tipo urbano, ya que los suburbanos no toman este ramal. Hasta 2016 fue la cabecera de la línea 6, cuando a raíz de las obras de accesibilidad de la estación de Sarriá, este último tramo pasó a operarse de forma independiente pasando a llamarse L12. La estación tuvo en 2018 un tráfico total de 659 637 pasajeros, de los cuales 529 102 corresponden a servicios urbanos y 130 535 al Metro del Vallés

## Situación ferroviaria
La estación, de carácter terminal, se encuentra en el punto kilométrico 5,385 de la línea de ancho internacional de Barcelona a Reina Elisenda, hoy parte de línea L6 del Metro de Barcelona gestionada por FGC, siendo su colateral la estación de Sarriá, hoy integrada en las líneas de Barcelona al Vallés. Se sitúa a 80 metros de altitud. El tramo es de ancho internacional y está electrificado.

## Historia
La estación fue puesta en servicio el 5 de octubre de 1974 aunque las obras completas no se inauguraron hasta el 2 de octubre de 1976. La estación quedó en un ramal construido desde la estación de Sarriá hasta esta estación, con lo que se queda como estación exclusiva de trenes de tipo urbano, ya que los suburbanos no toman este ramal. Hasta el 11 de septiembre de 2016 fue cabecera de la línea  , cuando a raíz de las obras de accesibilidad de la estación de Sarriá, este último tramo pasó a operarse de forma independiente pasando a llamarse   siendo una línea de solo dos estaciones.

## La estación[3]
Se encuentra en el subsuelo del Paseo de la Reina Elisenda de Montcada entre la calle Duquesa de Orleáns y la Avenida José Vicente Foix y tiene una distribución algo peculiar, aunque en los últimos años se ha ido modificando. Cuenta con dos accesos, uno en cada extremo de la plataforma. El acceso lateral este tiene una única entrada desde la calle Duquesa de Orleáns que conduce directamente al vestíbulo, situado bajo el Puente del Paseo Reina Elisenda. Para enlazar con el nivel del paseo marítimo hay una escalera exterior y un ascensor. El vestíbulo cuenta con máquinas expendedoras de billetes y barreras de control de acceso. Para bajar de los andenes hay un tramo de escaleras fijas y mecánicas que conduce a un distribuidor intermedio desde donde se puede acceder al andén de la vía 1 y vía 2 por otro tramo de escaleras fijas y mecánicas a cada uno de ellos. El segundo acceso se puso en servicio en 2007 y cuenta con una entrada peatonal desde la avenida José Vicente Foix bajo el puente con el paseo Reina Elisenda. Esta entrada cuenta con máquinas expendedoras de billetes y barreras de control de accesos. Desde el vestíbulo se baja a través de dos ascensores y una escalera fija a 10,5 metros de profundidad sobre el andén de la vía 1; no es posible acceder directamente al andén de la vía 2. Los trenes circulan por el nivel inferior, formado por dos vías con andenes laterales, aunque dada su condición de estación final, solo se suele utilizar el andén de la vía 1 (ladera de montaña). Las instalaciones se completan con una cola de maniobras de 160 metros de longitud, dado el carácter terminal (por el momento) de la estación

## Servicios ferroviarios
El horario de la estación se puede descargar del siguiente enlace. El plano de las líneas del Vallés en este enlace. El plano integrado de la red ferroviaria de Barcelona puede descargarse en este enlace.
| << cabecera                   | < estación | línea            | estación >                              | cabecera >> |
| ----------------------------- | ---------- | ---------------- | --------------------------------------- | ----------- |
| Línea Barcelona-Vallés de FGC |            |                  |                                         |             |
| Sarriá                        | Sarriá     |                  | Terminal                                | Terminal    |
| Sarriá                        | Sarriá     | Pedralbes (2030) | Finestrellas \| San Juan de Dios (2030) |             |